# Kumo-no-taira
Kumo-no-taira (Transkription von japanisch 雲の平 ‚Wolkenebene‘) ist ein vergletschertes Areal im ostantarktischen Königin-Maud-Land. Im Königin-Fabiola-Gebirge liegt es zwischen Mount Eyskens, Mount Derom und den Jare-IV-Nunatakkern.
Japanische Wissenschaftler nahmen 1969 seine Vermessung vor und benannten ihn.